# Бодо фон Віцендорфф
Бодо Віктор Адольф Вільгельм фон Віцендорфф (нім. Bodo Viktor Adolf Wilhelm von Witzendorff; 29 серпня 1876, Шверін — 9 серпня 1943, Берлін) — німецький офіцер, генерал авіації. Кавалер Німецького хреста в сріблі.

## Біографія
1 грудня 1894 року вступив в 89-й гренадерський полк. Закінчив військове училище в Ганновері (1896). З 13 вересня 1911 року — ад'ютант 76-ї піхотної бригади. Учасник Першої світової війни, з 14 травня 1915 року — 1-й ад'ютант 103-ї піхотної дивізії. 19 жовтня 1915 року важко поранений і до 20 червня 1916 року знаходився в госпіталі. З 1 вересня 1918 року — 1-й ад'ютант 8-го армійського корпусу. Після демобілізації армії залишений в рейхсвері. З 1 жовтня 1919 року — комендант головної квартири командування 2-ї групи сухопутних військ, з 1 вересня 1922 по 31 липня 1925 року — командир батальйону 17-го піхотного полку. З 1 березня 1929 року — командир 6-го піхотного полку, з 1 лютого 1931 року — комендант Берліна. 31 січня 1933 року звільнений у відставку. 1 грудня 1933 року вступив у ролі вільнонайманого службовця в Імперське міністерство авіації і призначений начальником відділу LP4 Управління особового складу. 1 жовтня 1935 року прийнятий на дійсну службу в люфтваффе. З 1 серпня 1937 року начальник Центрального відділу міністерства, який 1 березня 1938 року був розгорнутий в управління. 30 листопада 1942 року остаточно звільнений у відставку.

## Сім'я
13 грудня 1915 року одружився в Ерфурті з Каролою Елізабет Іною Августою Юлією Анною фон Ранцау (1887–1940), найстаршою сестрою лейтенанта Гайно фон Ранцау. Віцендорфф разом з дружиною похований у спільній могилі в Штансдорфі. 

## Звання
- Фанен-юнкер (1 грудня 1894)
- Фенріх (18 жовтня 1895)
- Другий лейтенант (18 квітня 1896)
- Лейтенант (1899)
- Оберлейтенант (14 червня 1906)
- Гауптман (13 вересня 1911)
- Майор (27 січня 1908)
- Оберстлейтенант (1 жовтня 1923)
- Оберст (1 травня 1928)
- Генерал-майор (1 грудня 1931)
- Генерал-лейтенант запасу (31 січня 1933)
- Генерал-лейтенант (1 жовтня 1935)
- Генерал авіації запасу (1 жовтня 1937)
- Генерал авіації (1 лютого 1939)

## Нагороди
- Столітня медаль (22 березня 1897)
- Орден Білого Сокола, лицарський хрест 2-го класу (18 квітня 1901)
- Орден Білого слона, лицарський хрест (Сіам; 24 квітня 1904)
- Орден Грифа, лицарський хрест (8 квітня 1907)
- Орден Корони (Пруссія) 4-го класу (25 серпня 1907)
- Орден Генріха Лева 4-го класу (19 лютого 1910)
- Орден Франца Йосифа, лицарський хрест (Австро-Угорщина; 27 січня 1911)
- Залізний хрест
  - 2-го класу (9 вересня 1914)
  - 1-го класу (21 травня 1915)
- Орден дому Саксен-Ернестіне, лицарський хрест 1-го класу з мечами (26 жовтня 1914)
- Хрест «За військові заслуги» (Австро-Угорщина) 3-го класу з військовою відзнакою (10 грудня 1914)
- Хрест «За військові заслуги» (Мекленбург-Шверін)
  - 2-го класу (26 січня 1915)
  - 1-го класу (11 листопада 1915)
- Хрест «За заслуги у війні» (Саксен-Мейнінген) (6 січня 1916)
- Медаль «За відвагу» (Гессен) (2 травня 1916)
- Почесний хрест (Шварцбург) 3-го класу з мечами
- Нагрудний знак «За поранення» в чорному
- Хрест «За вислугу років» (Пруссія) (1919)
- Орден Святого Йоанна (Бранденбург), почесний лицар
- Почесний хрест ветерана війни з мечами
- Медаль «За вислугу років у Вермахті» 4-го, 3-го, 2-го, 1-го і особливого класу (40 років)
- Хрест Воєнних заслуг 2-го і 1-го класу з мечами
- Імперський орден Ярма та Стріл, великий хрест (Іспанія; 12 травня 1941)
- Орден Хреста Свободи 1-го класу з дубовим листям і мечами (Фінляндія; 25 березня 1942)
- Німецький хрест в сріблі (7 грудня 1942)